# Mirko Jović
Mirko Jović (Мирко Јовић; Zemun, 13 de agosto de 1959) es un político serbio que fue candidato a la presidencia de Serbia por el Partido Radical Popular en 2004. Actualmente vive en Nova Pazova.

## Carrera
Junto con Vuk Drašković y Vojislav Šešelj, Jović fundó el partido Renovación Nacional Serbia (SNO) en 1989. Sin embargo, los tres tuvieron conflictos políticos y su partido se desintegró en tres partes para 1990. Jović se quedó con el SNO, Šešelj formó el Partido Radical Serbio y Drašković formó el Movimiento de Renovación Serbio.
Fue soldado voluntario en la Guerra de Bosnia, donde fue el líder del grupo paramilitar Beli Orlovi y pidió por una Serbia cristina ortodoxa, sin musulmanes ni no-creyentes.